# Контоев, Александр Степанович
Александр Степанович Контоев (род. 12 декабря 1981, Магарас, Якутская АССР) — белорусский и российский борец вольного стиля, бронзовый призёр чемпионата мира (2001) и чемпионатов Европы (2002, 2005, 2013), чемпион России (2002).
До 2006 года выступал за Россию. Тренировался у Ивана Сивцева.. Младший брат Германа Контоева.

## Награды и звания
- Лауреат Государственной премии Республики Саха (Якутия) имени А. Е. Кулаковского (2001).
- Почётный гражданин Горного улуса.[3]